# Душохазамин
Душохазамин (тадж. Душохазамин) — село (тадж. деҳа) в Нурабадском районе Республики Таджикистан. Административно относится к сельской общине Мехробод.
Расстояние от села до центра района (пгт Дарбанд) — 20 км, до центра общины (село Мехробод) — 2 км.
Население — 622 человек (2017 г.), таджики.